# Jan Bowman
Janice Faye Bowman, detta Jan (Brisbane, 20 novembre 1953), è un'ex cestista australiana.

## Carriera
Con l'Australia ha disputato i Campionati del mondo del 1975, segnando 16 punti in 3 partite.